# Своффорд, Аманда
Ама́нда Линн Сво́ффорд (англ. Amanda Lynn Swafford, 30 октября 1978, Хендерсонвилл, Северная Каролина, США) — американская модель и телевизионная персона. Заняла третье место в третьем сезоне шоу «Топ-модель по-американски». 

## Биография

### Ранняя жизнь
Аманда Своффорд родилась в Северной Каролине, штат США. Семья Своффорд переехала в Плейно, штат Техас, во время детства Аманды. Там она занималась лёгкой атлетикой и окончила школу в 1997 году. В 2000 году окончила Austin Community College в городе Рио-Гранде-Сити.
Перед тем как появиться в шоу «Топ-модель по-американски» Своффорд работала моделью под именем Аманда Меллард в Остине, штат Техас. После появления на шоу, Своффорд стала моделью для Levi's. В 2005 году Своффорд объявила о своих планах написать мульти-сенсорную книгу для детей.

### Топ-модель по-американски
Когда Аманда проходила отбор в шоу «Топ-модель по-американски» судьи отметили, что самое прекрасное в ней — голубые глаза (тогда они ещё не знали о проблемах девушки со зрением). В одном из эпизодов шоу «Топ-модель по-американски» Аманда рассказала о болезни и о том, что к 30 годам рискует полностью потерять зрение. Но болезнь не останавливала девушку в решении принять участие в шоу. Судьи были поражены её фотографиями, особенно фотосессией в естественном стиле на третьей неделе конкурса. Даже тогда, когда она участвовала в показе мод в условиях низкой освещённости, это не помешало ей отлично выполнить конкурсное задание. Она ни разу не критиковалась судьями за свой возраст (25 лет). Однако один из дизайнеров в Японии сказал, что она слишком стара.
Она участвовала в финале вместе с Евой Пигфорд и Яей ДаКоста, но выбыла из шоу. Выбор, кого оставить, был очень трудный, все 3 фотографии нравились судьям. Один из судей, Дженис Дикинсон, сказала Аманде, когда та была исключена: «Я люблю тебя!».

## Карьера
Аманда работала с Bliss, Magazine, Levi's, Stitch It! Fabulous!. Она подписала контракт с Storm Model Management и отправилась жить и работать в Нью-Йорк. После шоу работала в Москве и Праге.

## Личная жизнь
Аманда замужем за Тобиасом О’Коннеллом. 7 июня 2002 года у них родился сын Илайджа Вульф.
Страдает заболеванием пигментного эпителия сетчатки и очень плохо видит (вдобавок, способность видеть в условиях низкой освещённости при этом заболевании резко падает).